# Remplissage capillaire
Le remplissage capillaire ou la recharge capillaire désigne le retour du sang dans un capillaire dont on l'a chassé par pression (acupression en général).

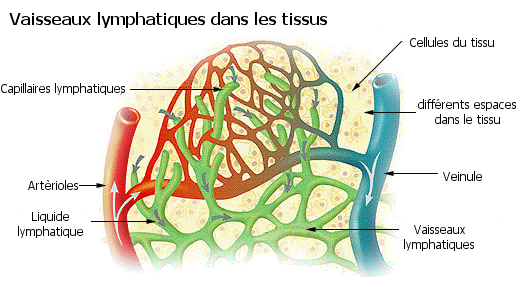
La zone rouge située au centre de ce schéma (zones des artérioles) correspond à celle qui est observée par le test du temps de recharge capillaire, qui est la mesure du temps qu'il faut pour que le sang recolore la zone après qu'on l'en ait brièvement chassé par une pression de quelques secondes.

Le temps de recharge capillaire est un indicateur biologique de l'état cardio-pulmonaire d'un sujet, et un indice ayant une valeur diagnostique importante (Cf. signe de diminution de la perfusion périphérique, c'est-à-dire de la diminution de la circulation du sang dans les zones éloignées du cœur), tout comme le test de la mesure de la température du gros orteil, ou d'autres tests tels que la mesure de la différence de température entre l'intérieur du corps et le gros orteil (qui, selon Boerma & al (2008) n'est pas corrélée à la mesure de la microcirculation sublinguale, laquelle est donc un moins bon indicateur).
Chez l'Homme adulte il est souvent mesuré sur le bout de l'index ou dans la région du genou.

## Définition du test du temps de remplissage capillaire
Le temps de remplissage capillaire (TRC ou CRT pour les anglophones), ou encore temps de recoloration capillaire est défini comme le temps nécessaire pour que la couleur de la peau d'un lit capillaire externe revienne à sa couleur normale, après l'application d'une pression ayant provoqué le blanchiment.

## Limites du test
La fiabilité interobservateur du test est discutée. Elle semble être moins bonne sans chronomètre et pour les mesures moyennes ; la concordance interobservateur étant meilleure pour les TRC de moins d'1 seconde et de plus de 4 secondes. Le test peut être influencé par plusieurs facteurs :

### Bon éclairage nécessaire
Le test TRC est visuel. Basé sur l'évolution de la couleur de la peau, il nécessite donc un bon éclairage : en lumière naturelle (jour partiellement nuageux, environ 4000 lux), le CRT mesuré est normal chez 94,2% des participants en bonne santé ; mais seuls 31,7% des mêmes sujets sont correctement 'diagnostiqués' si le test est pratiqué sous un clair de lune ou un lampadaire du début des années 1990 (3 lux). Ce test ne devrait donc pas être utilisé en médecine d'urgence, par exemple pour évaluer la gravité d'un traumatisme, dehors, la nuit, ou dans tout environnement manquant de lumière ;

### Température ambiante et/ou corporelle
La température ambiante, et la température du patient influent sur le TRC : le froid ambiant (l'exposition du patient à un courant d'air...) pouvant rapidement allonger le temps de remplissage, même chez un sujet parfaitement sain ; La CRT baisse de 1,2% par degré Celsius d'augmentation de la température ambiante. La température de la peau du bout des doigts variait selon la température ambiante ; chaque degré en moins de température cutanée induit une augmentation de la CRT (de 0,21 seconde). Et plonger la main dans de l'eau à 14°C suffit à allonger la TRC
Un lien statistiquement significative est en outre démontré entre le TRC et la température centrale ; il est en moyenne 5% plus court pour chaque degré celcius de plus de la température centrale.
Il en va de même chez l'enfant : le TRC d'enfants sains dans un environnement d'environ 26°C est inférieure à 2 secondes. Mais, notait Gorelick en 1993, seuls 31% des enfants sains conservent ce score si la température ambiante est d'environ 19,4°C 
Ceci vaut aussi pour les nouveau-nés : leur TRC est plus court quand ils sont dans des incubateurs ou sous radiants) ; le test du temps de remplissage capillaire ne doit donc pas être considéré comme étant mesure diagnostique universelle
Le TRC reste cependant un bon prédicateur en milieu hospitalier où les conditions de température des chambres sont contrôlées.

### Âge du patient
Un temps de récupération de 3 secondes est normal chez le nouveau-né ou en contexte de photothérapie.
Chez l'enfant la normale est d'environ 2 secondes.
Une variation plus large semble concerner l'adulte, avec une augmentation moyenne de 3,3% par décennie d'âge supplémentaire. 
Une étude (1988) a mesuré un TRC pédiatrique médian (0 à 12 ans) de 0,8 seconde passant à 1,0 seconde chez l'adulte, 1,2 seconde chez la femme adulte ; puis 1,5 seconde chez les plus de 62 ans. La limite supérieure "normale" pour la femme adulte devrait donc être portée à 2,9 secondes et à 4,5 secondes pour les personnes âgées.

### Durées et lieu de l'acupression
Il n'y a a pas de consensus sur le meilleur endroit où appliquer le test.
Le TRC mesuré sur le talon peut être nettement plus long que sur le doigt,.
Chez le nouveau-né, la mesure du TRC est plus cohérente entre le milieu du front et la poitrine (plexus) qu'avec le talon ou avec la paume de la main.
La plupart des études se basent sur une phalange distale ; l'OMS recommande l'ongle du pouce ou du gros orteil, mais une enquête faite en 2008 auprès d'agents canadiens de santé pédiatrique (en Ontario) montrait que 2/3 des interviewés utilisaient la poitrine et 1/3 seulement la pulpe d'une phalange distale. D'autres préfèrent les tissus mous du genou (au niveau de la rotule) ou de l'avant-bras.

### Hypovolémie
Selon une étude récente (2014), ce test ne permet pas, chez l'adulte, de détecter une hypovolémie si elle est « légère à modérée ».

## Signification physiologique
La pression effectuée sur une zone périphérique du corps en chasse le sang (par les veinules).
Le réseau de capillaires vide apparait alors comme une zone blanche (car n'étant plus colorée par les globules rouges). Au relâchement de la pression, ce réseau capillaire se remplira plus ou moins vite selon la souplesse et le tonus des artérioles. Ce tonus dépend, de manière générale, d'un équilibre dynamique délicat entre vasoconstricteur (noradrénaline, angiotensine II, vasopressine, endothéline I et thromboxane A) et des influences vasodilatatrices (prostacycline, monoxyde d'azote et produits du métabolisme local comme l'adénosine). La viscosité du sang (ou du plasma) est aussi un facteur influençant le flux sanguin dans les capillaire les plus fins. Mais un autre facteur, majeur, de la « perfusion capillaire » est la « perméabilité capillaire » (liée à la « densité capillaire fonctionnelle » c'est-à-dire à la quantité de capillaires de la zone effectivement remplis de globules rouges circulant normalement.

## Intérêt et signification diagnostique
Le « test du remplissage capillaire » permet d'évaluer l'état de la microcirculation, sans matériel particulier, rapidement, de manière non-invasive et au moindre coût.
Il est reconnu comme signe de plusieurs états de santé et pathologies, dont par exemple :
- état de choc (en général, par exemple lié à une déshydratation ou à un infection locale (intestinale par exemple) ou généralisée ;
- septicémie[25] car ce type d'infection affecte notamment la microcirculation sanguine[26], notamment en dégradant la fonction des endothéliums des capillaires[27] ;
- dengue (car indice du risque hémorragique)[28],
- maladie de Kawasaki [29]
- syndrome inflammatoire multisystémique chez l'enfant, apparaissant après une infection par le virus SARS-CoV-2 responsable de la COVID-19 ;
- maladie artérielle périphérique.

## Mise en œuvre du test

### Chez l'humain adulte
Il peut être mesuré en tenant la main du patient plus haut que le niveau de son cœur, et en appuyant assez fortement sur la pulpe de l'extrémité d'un doigt (ou sur un ongle) jusqu'à ce qu'une couleur blanche apparaisse sous la zone de pression.

On chronomètre ensuite le temps nécessaire pour que la couleur normale revienne, une fois la pression relâchée. Le temps normal de remplissage capillaire est chez l'humain normalement inférieur à 2 secondes.
Une étude récente (2014) a montré qu'en hôpital, sur des patients atteints de choc septique, « le CRT est hautement reproductible, avec une excellente concordance inter-juges » (80% [73–86] pour l'indice CRT) et 95% [93–98] pour le genou CRT. Il était « significativement liée aux paramètres de perfusion tissulaire tels que le taux de lactate artériel et le score SOFA ».

Dans ce cas, le taux de mortalité à 14 jours était de 36%, et le CRT mesurée sur les deux sites était significativement plus élevée chez les non-survivants que chez les survivants (respectivement 5,6 ± 3,5 secondes vs 2,3 ± 1,8 secondes). Le CRT semble donc fortement prédictif de la mortalité à 14 jours chez les victimes de choc toxique. Les auteurs ajoutent que « les changements de CRT pendant la réanimation de choc étaient significativement associés au pronostic ». Il est qu'en 1979, un autre test (un peu plus difficile à mettre en œuvre), consistant à mesurer la différence de température entre l'air extérieur et la peau du gros orteil, s'est aussi montré prédictif du risque de mortalité pour les mêmes types de pathologies.

### Chez le nouveau-né humain
Le temps de remplissage capillaire peut être mesuré chez le nourrisson en appuyant 5 secondes sur son sternum avec un doigt (pouce en général), puis en notant le temps nécessaire pour que la couleur revienne une fois la pression relâchée. Chez le nouveau-né, ce temps ne devrait pas dépasser 3 secondes.

### Chez l'animal (mammifère)
Le temps de remplissage capillaire est généralement évalué de la même manière chez l'animal que chez l'Homme (avec une légère pression), mais en appuyant sur la gencive (car le sternum est généralement recouvert de fourrure)

## Perspectives, prospective
Selon Amelia Pickar et ses collègues (2011) la mesure du temps de remplissage capillaire (CRT), peut aussi intéresser les anesthésistes. Aujourd'hui faite visuellement, elle pourrait bientôt être faite, plus précisément et de manière automatisée, via des technologies de vidéographie numérique ou grâce à des sondes de saturation en oxygène modifiées.